# Van der Brugghen

Familiewapen van Van der Brugghen

Van der Brugghen is een Nederlandse familie waarvan leden sinds 1815 tot de Nederlandse adel behoren.

## Geschiedenis
De stamreeks begint met Thomas van der Brugghen, heer van Hasenacker (Kleve) wiens zoon in 1579 wordt vermeld en richter was te Wezel. Voor een achterkleinzoon, Willem, werd in 1653 door keizer Ferdinand III adeldom bevestigd en vernieuwd.
Een zoon van de laatste, Dirk Willem van der Brugghen (1662-1708), trad als officier in Statendienst en nakomelingen vestigden zich in de Nederlanden. Een directe nazaat, mr. Joan Carel Gideon van der Brugghen, heer van Croy en Stiphout (1753-1828) werd bij KB van 15 april 1815 verheven in de Nederlandse adel; diens tak stierf in 1899 uit. Twee broers, verre verwanten van de in 1815 geadelde, werden bij KB van 15 augustus 1980 ingelijfd in de Nederlandse adel; deze tak leeft nog voort.
Het geslacht, waaronder de nu nog voortlevende tak, werd in 1910 en in 1918 opgenomen in het genealogische naslagwerk Nederland's Patriciaat.

## Enkele telgen
Dirk Willem van der Brugghen (1717-1770), opperkoopman en resident te Soerabaja
- Jan Anthony van der Brugghen, heer van Croy en Stiphout (1772-1778) (1747-1817), kolonel
  - Charles Frederic Auguste van der Brugghen (1776-1820), officier cavalerie, lid gemeenteraad van Nijmegen
    - Guillaume Anne van der Brugghen (1811-1891), kunstschilder
      - ds. Guillaume Anne van der Brugghen (1848-1928), predikant
        - mr. Guillaume Anne van der Brugghen (1888-1965), ambtenaar
          - jhr. Willem van der Brugghen (1918-2010), secretaris-generaal Fédération Internationale de Documentation, ingelijfd in de Nederlandse adel in 1980
          - jhr. ing. Joan van der Brugghen (1919-2006), werktuigbouwkundige, ingelijfd in de Nederlandse adel in 1980

      - Gustaaf Adolf van der Brugghen (1855-1917), kolonel, territoriaal bevelhebber van Gelderland, Utrecht en Overijssel
- jhr. mr. Johan Carel Gideon van der Brugghen, heer van Croy en Stiphout (1778-) (1753-1828), lid van de Tweede Kamer, in 1815 verheven in de Nederlandse adel
  - jhr. mr. Joan Gideon Willem Karel van der Brugghen (1783-1826), lid Vergadering van Notabelen (1814), lid Staten-Generaal; trouwde in 1805 met Arnoudina Berendina Wilhelmina van Westreenen, vrouwe van Lauwerecht en de Wiers (1787-1837)
    - jkvr. Caroline Charlotte Guillaumine van der Brugghen (1806-1844); trouwde in 1835 met mr. Joost baron Taets van Amerongen van Natewisch (1802-1872), lid van de Eerste Kamer
    - jhr. mr. Carel Theodoor van der Brugghen, heer van Lauwerecht (1812-1872), kantonrechter te Loenen
      - jhr. Constant George Gideon Carel van der Brugghen, heer van Lauwerecht (1843-1899), laatste van de in 1815 geadelde tak

  - jhr. George Tammo Theodorus Adrianus van der Brugghen, heer van Croy en Stiphout (1784-1864), luitenant-kolonel, ridder Militaire Willems-Orde
  - jhr. Louis Charles Auguste van der Brugghen (1797-1820), 2e luitenant, gestorven als gevolg van een duel
  - jkvr. Johanna Carolina Constantia Wilhelmina van der Brugghen (1795-1873), laatste bewoonster van het kasteel Croy

### Andere telgen
- Dirk Willem van der Brugghen (1768-1825), lid Vergadering van Notabelen

Geslachten die opgenomen zijn in het sinds 1910 verschijnende genealogische naslagwerk Nederland's Patriciaat. Lijst volgens opgave van het CBG Centrum voor familiegeschiedenis.
A · B · C · D · E · F · G · H · I · J · K · L · M · N · O · P · Q · R · S · T · U · V · W · Y · Z